# سیستم قطعی
در ریاضیات، علوم رایانه و فیزیک، سیستم قطعی (به انگلیسی: deterministic system) سیستمی است که هیچ تصادفیدگی (حالت تصادفی) در توسعه وضعیت آینده سیستم دخیل نباشد؛ بنابراین یک مدل قطعی همیشه خروجی یکسانی را به ازای شرایط شروع یا وضعیت نخستین تولید خواهد کرد.

## در علوم کامپیوتر
یک مدل محاسبه قطعی، برای نمونه یک ماشین تورینگ قطعی، یک مدل از محاسبه است به گونه‌ای که حالت‌های پیاپی ماشین و عملیاتی که باید اجرا شود، کاملاً توسط حالت قبلی مشخص شده‌اند.
یک الگوریتم قطعی با توجه به یک ورودی خاص، همیشه خروجی یکسانی را تولید خواهد کرد، در حالی که ماشین اصلی همیشه از همان توالی حالت‌ها عبور می‌کند.